# اولوموتس
اولوموتس (به چکی: Olomouc) شهری در منطقه اولوموتس کشور جمهوری چک است که جمعیت آن در سال ۲۰۰۷ میلادی ۱۰۰٫۱۶۸ نفر بوده‌است.
این شهر در منطقه موراویا، یعنی نیمه شرقی جمهوری چک، واقع شده و رودخانه موراوا از کنار آن می‌گذرد. پیش از آنکه سپاهیان سوئدی در جریان جنگ سی ساله اولوموتس را ویران کنند، این شهر پایتخت تاریخی موراویا و مرکز اصلی کلیسایی منطقه بود.
امروزه این شهر مرکز استان اولوموتس جمهوری چک و ششمین شهر بزرگ این کشور است. جمعیت اولوموتس در حدود ۱۰۰ هزار نفر و مجموع جمعیت این شهر و مناطق مرتبط اطراف حدود ۴۸۰ هزار نفر است.

## ریشه‌شناسی
خاستگاه نام این شهر ناشناخته است. بر پایهٔ رایج‌ترین نظریه، این نام از نام شخصی «اولموت» گرفته شده که به‌معنای «(قلعه یا کاخ) متعلق به اولموت» است. نظریه‌ای دیگر می‌گوید که این نام از واژه‌های نیااسلاوی ol (به‌معنای «آب‌جو») و mútit (به‌معنای «سر و صدا کردن») گرفته شده‌است.
بر پایهٔ افسانه‌ای، در گذشته در این منطقه دژی رومی به‌دست لژیونرهای رومی به فرماندهی ژولیوس سزار ساخته شد. این دژ «Iuliomontium» یا «Julimons» نام داشت و گفته می‌شود که نام «اولوموتس» از آن برگرفته شده‌است. با اینکه باستان‌شناسان آثاری از اردوگاه لژیونرهای رومی در این منطقه یافته‌اند، اما افسانهٔ حضور ژولیوس سزار از دوران رنسانس سرچشمه می‌گیرد و هیچ سندی آن را تأیید نمی‌کند.

## جغرافیا

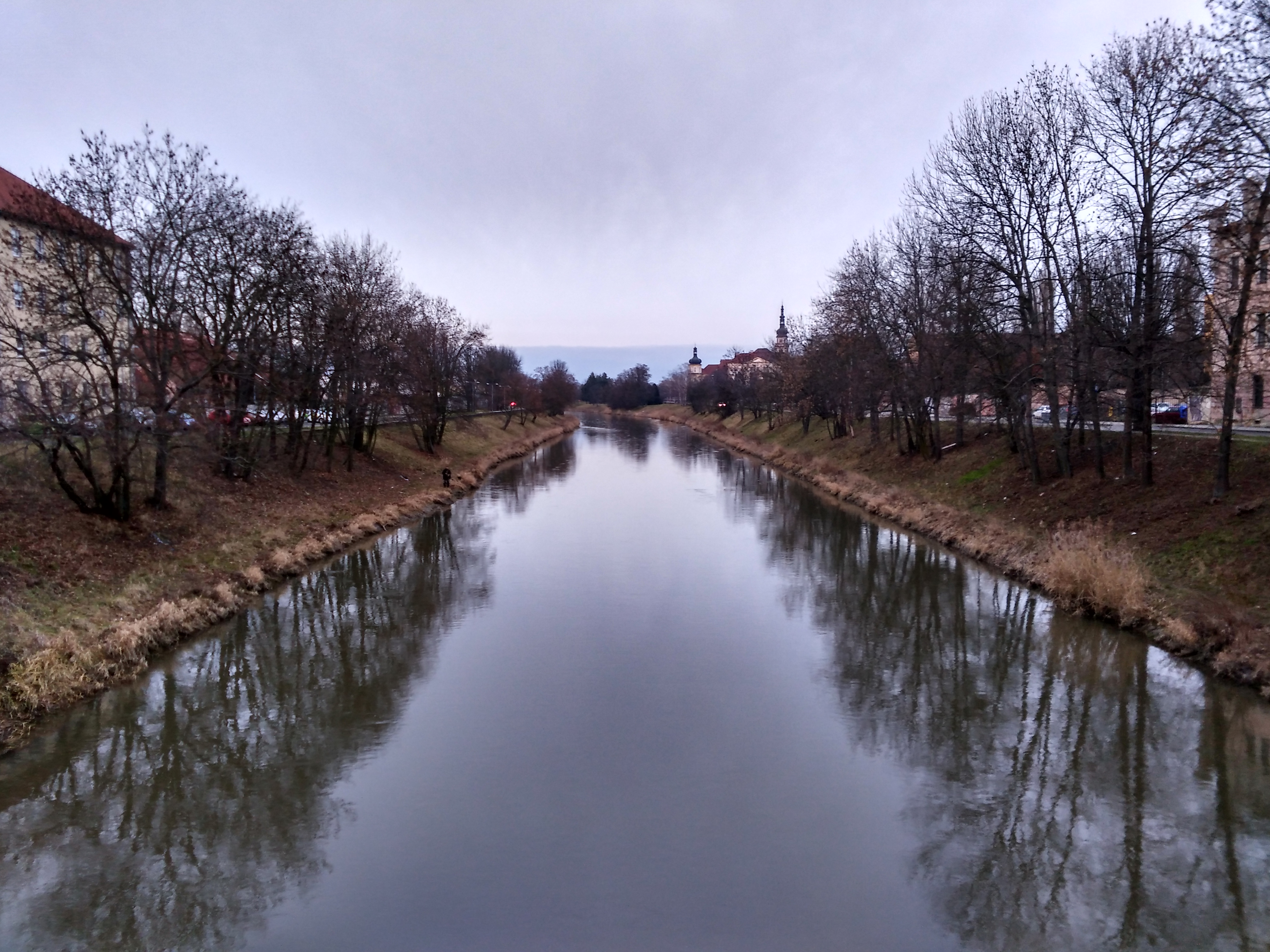
رودخانهٔ موراوای در اولوموتس

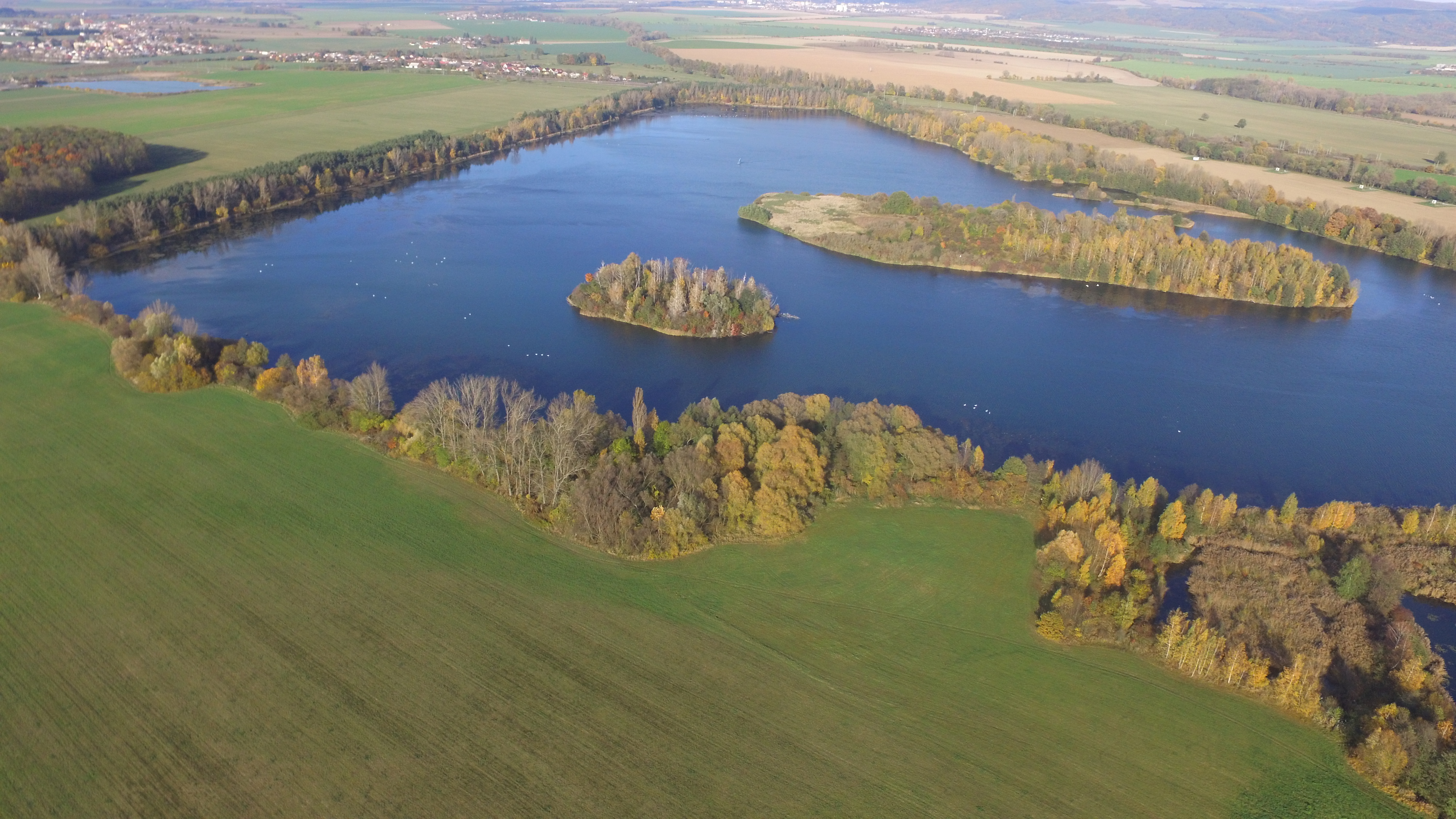
دریاچهٔ خوموتوف

اولوموتس در حدود ۶۱ کیلومتر (۳۸ مایل) شمال‌شرق برنو و حدود ۲۰۰ کیلومتر (۱۲۰ مایل) جنوب‌شرق پراگ واقع شده‌است. این شهر عمدتاً در زمین‌های مسطح و حاصل‌خیز دشت بالایی موراوای قرار دارد. شاخهٔ شرقی قلمرو شهری آن (روستاهای لوشوو، رادیکوف و اسواتی کوپه‌چک) به رشته‌کوه نیزکی یسنی‌ک می‌رسد و بلندترین نقطهٔ شهر در آن قرار دارد؛ تپه‌ای به ارتفاع ۴۴۴ متر (۱٬۴۵۷ فوت) از سطح دریا. منطقهٔ حفاظت‌شدهٔ چشم‌انداز لیتوولسکه پوموراوی نیز در شمال، وارد قلمرو شهر اولوموتس می‌شود.
رود موراوای و شاخهٔ فرعی آن به‌نام «میلینسکی پوتوک» از درون شهر می‌گذرند. بیستژیتسه نیز در مرکز شهر به موراوای می‌پیوندد. اوسکاوا برای مدتی کوتاه مرز شمالی شهر را تشکیل می‌دهد، پیش از آنکه به رود موراوای بپیوندد.
دریاچهٔ خوموتوفسکه که در نوک شمالی محدودهٔ شهری قرار دارد، با آب‌گیری معدن شن و ماسه پدید آمده و مساحتی در حدود ۸۵ هکتار (۲۱۰ جریب فرنگی) دارد. این دریاچه همراه با پیرامون آن به‌عنوان یادمان طبیعی محافظت می‌شود. این دریاچه ایستگاه مهمی برای پرندگان مهاجر است و یکی از بزرگ‌ترین زیستگاه‌های کاکایی سرسیاه و کاکایی مدیترانه‌ای در کشور به‌شمار می‌رود.

## تاریخ
شهر اولوموتس، واقع در منطقهٔ موراویا در جمهوری چک امروزی، پیشینه‌ای بسیار کهن دارد که به سدهٔ هفتم میلادی بازمی‌گردد. در این دوران، اسلاوهای اولیه دژی در محلهٔ کنونی پاول ساختند که احتمالاً مرکز اداری یک واحد بزرگ‌تر به‌شمار می‌رفت. این دژ تا اوایل سدهٔ نهم پابرجا بود، اما پس از فتح آن نابود شد. پس‌ازآن، مرکز تازه‌ای در منطقهٔ پردهرادی شکل گرفت که محل اقامت فرماندار موراویا در دوران دولت بزرگ موراویا بود. این مرکز پس از شکست دولت موراویا (حدود ۹۰۷ میلادی) همچنان پابرجا ماند و به تدریج پایتخت این منطقه شد.
در حدود سال‌های ۹۸۱ تا ۹۹۰ میلادی، دوک لهستانی «میه‌شکو یکم» منطقهٔ دروازهٔ موراویا و اولوموتس را به تصرف خود درآورد. در سندی به‌نام «داگومه یودکس» از حدود سال ۹۹۱، به اولوموتس به صورت «آلمورا» اشاره شده‌است. در دوره‌ای میان سال‌های ۱۰۰۳ تا ۱۰۳۱، کل موراویا به‌دست پادشاهی لهستان افتاد، اما از حدود ۱۰۳۱ به‌دست پادشاهی بوهم بازگشت (برخی مورخان چک این تاریخ را زودتر می‌دانند).
در سال ۱۰۶۳، اسقف‌نشین اولوموتس بنیان‌گذاری شد. با این‌حال، منابعی مبهم از وجود اسقف‌هایی در موراویا در سدهٔ دهم نیز حکایت دارند که اگر مأموران موقت نبوده‌اند، ممکن است مقرشان در اولوموتس بوده باشد. اسقف‌نشینی در سال ۱۱۴۱ از کلیسای ویران‌شدهٔ سنت پیتر به کلیسای سنت ونتسلاوس منتقل شد و قصر اسقف نیز در سبک معماری رومی ساخته شد. این اسقف‌نشین بعدها در سال ۱۷۷۷ به سطح اسقف‌اعظمی ارتقا یافت و از نظر دارایی، به یکی از غنی‌ترین نهادهای منطقه بدل شد.
در سده‌های میانه، اولوموتس به یکی از مراکز مهم موراویا تبدیل شد و مقر شاخه‌ای از دودمان پرمیسلید بود. در سال ۱۳۰۶، شاه ونتسلاوس سوم که قصد حمله به لهستان برای دستیابی به تاج‌وتخت را داشت، در اولوموتس ترور شد و با مرگ او، دودمان پرمیسلید پایان یافت. شهر در میانهٔ سدهٔ سیزدهم به‌طور رسمی بنیان‌گذاری شد و به یکی از مراکز مهم اقتصادی و سیاسی منطقه تبدیل شد. در سدهٔ چهاردهم، اولوموتس بزرگ‌ترین شهر موراویا بود و با شهر برنو برای کسب جایگاه پایتخت رقابت می‌کرد. اما پس از اشغال شهر توسط سوئدی‌ها از ۱۶۴۲ تا ۱۶۵۰، این جایگاه را به برنو واگذار کرد.
در سال ۱۲۴۱، مغولان پس از نبرد لگنیتسا در لهستان، وارد موراویا شدند، اما در اولوموتس با دفاع موفق شهر مواجه شدند و سپس به سمت مجارستان حمله بردند. در ۱۴۵۴، شهروندان اولوموتس جمعیت یهودی را از شهر اخراج کردند، رویدادی که همزمان با موجی از یهودستیزی در اسپانیا و پرتغال بود. با این‌حال، نیمهٔ دوم سدهٔ پانزدهم، عصر طلایی شهر محسوب می‌شود. در سال ۱۴۶۹، متیاس کوروینوس در این‌جا به عنوان پادشاه بوهم انتخاب شد (در واقع پادشاهی رقیب)، و در ۱۴۷۹ توافقی بین او و ولادیسلاوس دوم برای تقسیم بوهم در این شهر صورت گرفت.
در دوران جدید، موراویا با جریان اصلاحات دینی، بیشتر به آیین پروتستان گروید. در جریان جنگ سی‌ساله، ارتش سوئد اولوموتس را در ۱۶۴۰ اشغال کرد و تا سال ۱۶۵۰ که ویرانه‌ای از شهر باقی گذاشت، آن را در اشغال خود نگه داشت. پس از آن اولوموتس جایگاه برتر خود را از دست داد. در سال ۱۷۴۰، ارتش پروس برای مدتی کوتاه شهر را تصرف کرد. بعدها، ماریا ترزا شهر را مستحکم کرد و در ۱۷۵۸، فریدریش کبیر تلاش ناموفقی برای محاصرهٔ آن داشت.
با وجود همه آسیب‌هایی که در طول این سال‌ها به اولوموتس وارد می‌شد، این شهر تا حدی اهمیت خود را حفظ کرد. در سال ۱۸۴۸، شاه فردیناند اتریش در این شهر استعفا داد. دو سال بعد، در نشست اولوموتس، اتریش و پروس توافق کردند که رهبری کنفدراسیون آلمان به اتریش بازگردد. نخستین جامعهٔ علمی سرزمین‌های اتریشی نیز در ۱۷۴۶ در این شهر بنیان گذاشته شد.
اولوموتس از دیرباز تحت تأثیر فرهنگ آلمانی به‌ویژه از سمت اتریش و زالتسبورگ بود، اما در سده‌های ۱۶ و ۱۷ میلادی، اسناد دینی، جلسات دیوانی و سرودهای مذهبی به زبان چکی نوشته می‌شدند. این روند تا سدهٔ ۱۸ ادامه یافت و با تسلط فرهنگی دربار اتریش و مهاجرت آلمانی‌ها، استفاده از زبان چکی کاهش یافت. در سدهٔ ۱۹، تعداد آلمانی‌ها در شهر سه برابر چک‌ها گزارش شد.
پس از انقلاب ۱۸۴۸، فرمان اخراج یهودیان لغو شد و آنان به شهر بازگشتند. در سال ۱۸۹۷ کنیسه‌ای ساخته شد و جمعیت یهودی در ۱۹۰۰ به ۱۶۷۶ نفر رسید. با این حال، دیوارهای دفاعی شهر تا اواخر سدهٔ نوزدهم پابرجا ماندند و این امر مانع گسترش جمعیت چکی و مهاجرت آنها از روستاها به شهر بود. گسترش واقعی شهر پس از جنگ جهانی اول و با تأسیس چکسلواکی در ۱۹۱۸ آغاز شد.
در دوران جنگ جهانی دوم، نیروهای آلمان نازی شهر را اشغال کردند. شورای شهر که در دست آلمانی‌ها بود، نام میدان اصلی را به «آدولف هیتلر» تغییر داد. در ۱۰ نوامبر ۱۹۳۸ معروف به شب شیشه‌های شکسته که افراد حزب نازی به یهودیان حمله کردند، کنیسه شهر تخریب شد. در ۱۹۳۹، پلیس شهر ۸۰۰ مرد یهودی را بازداشت و برخی را به اردوگاه داخائو فرستاد. بین سال‌های ۱۹۴۲ تا ۱۹۴۳، باقی‌ماندهٔ یهودیان به اردوگاه‌های مختلف در لهستان اشغالی فرستاده شدند و کمتر از تنها ۳۰۰ نفر از آنان از هولوکاست جان سالم به‌در بردند.
پس از آزادی شهر، نام اصلی میدان بازگردانده شد. در روزهای پایانی جنگ و در حال عقب‌نشینی، نیروهای آلمانی به ساعت نجومی شهر شلیک کردند. این ساعت در دههٔ ۱۹۵۰ به سبک واقع‌گرایی سوسیالیستی بازسازی شد و کارگران جای قدیسان را در آن گرفتند. پس از جنگ، دولت چکسلواکی با استناد به توافق پوتسدام اقدام به اخراج آلمانی‌ها کرد. در سال ۱۹۹۰، مجسمهٔ تومآش ماساریک، نخستین رئیس‌جمهور چکسلواکی، در میدانی به نام او بازسازی شد که نماد بازگشت دموکراسی پس از انقلاب مخملی بود.
شهر قدیمی اولوموتس امروزه پس از پراگ سومین منطقهٔ شهریِ ثبت‌شده به‌عنوان اثر فرهنگی در جمهوری چک است.

## نگارخانه

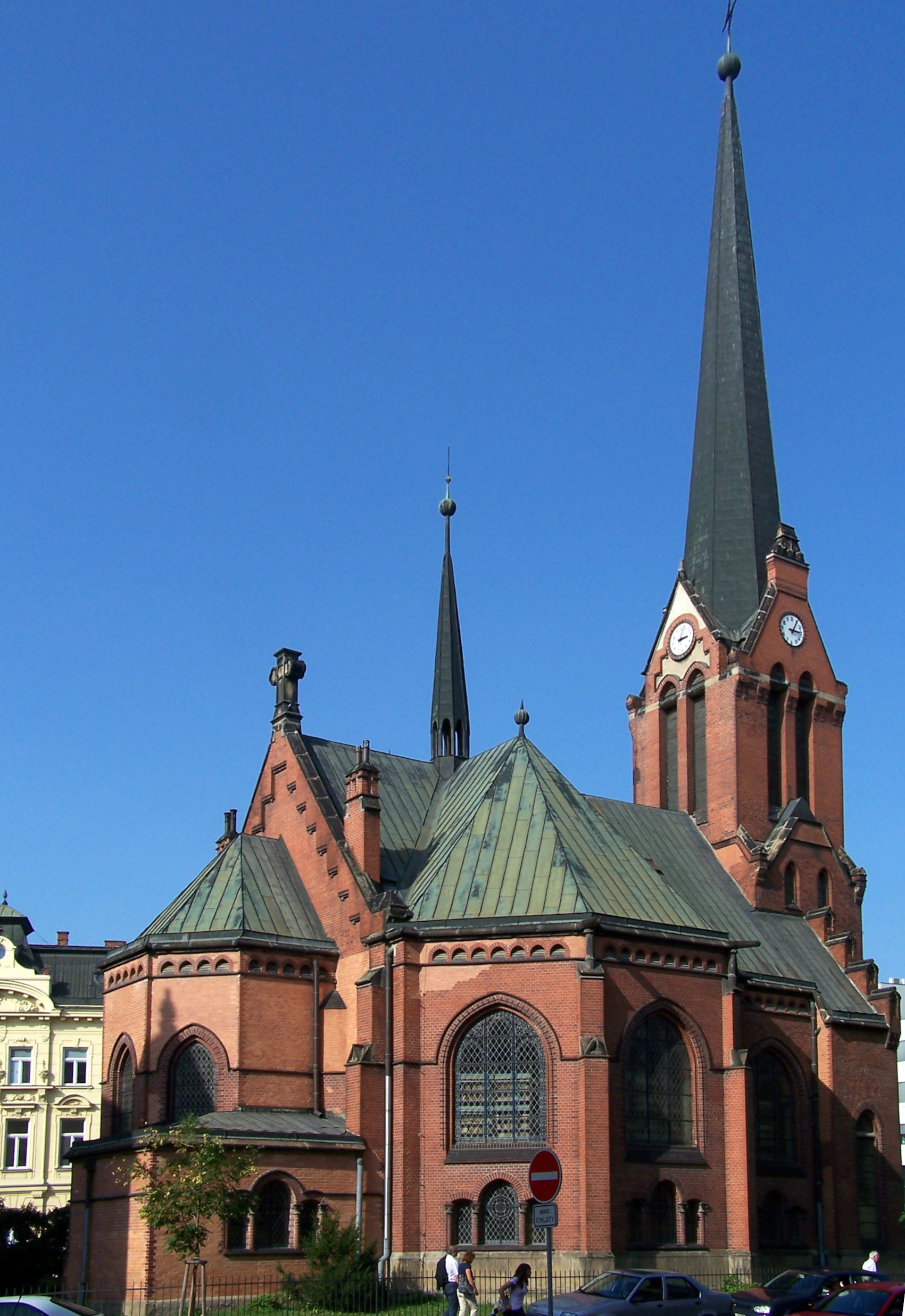
کلیسای سرخ
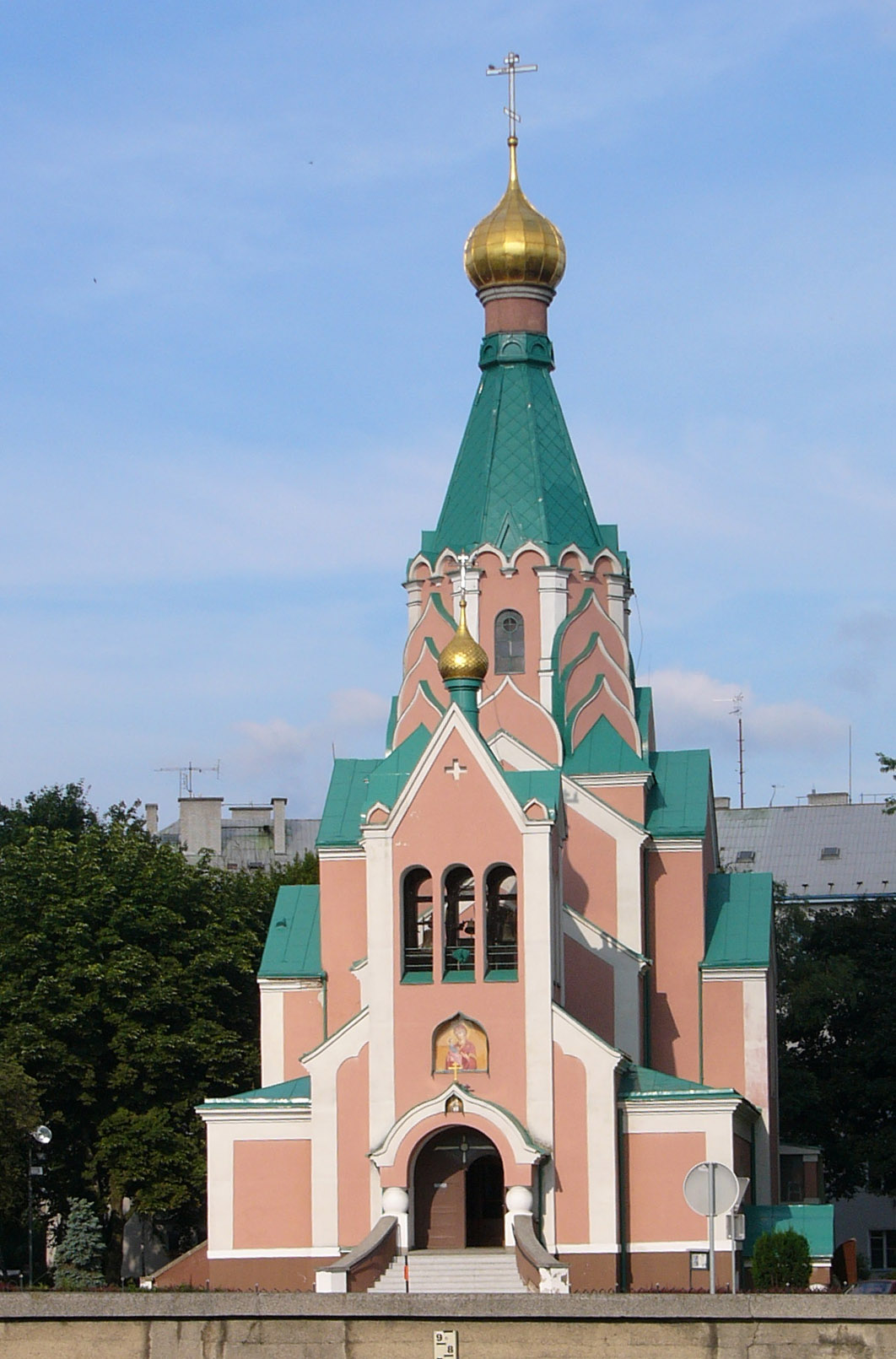
کلیسای ارتدوکس
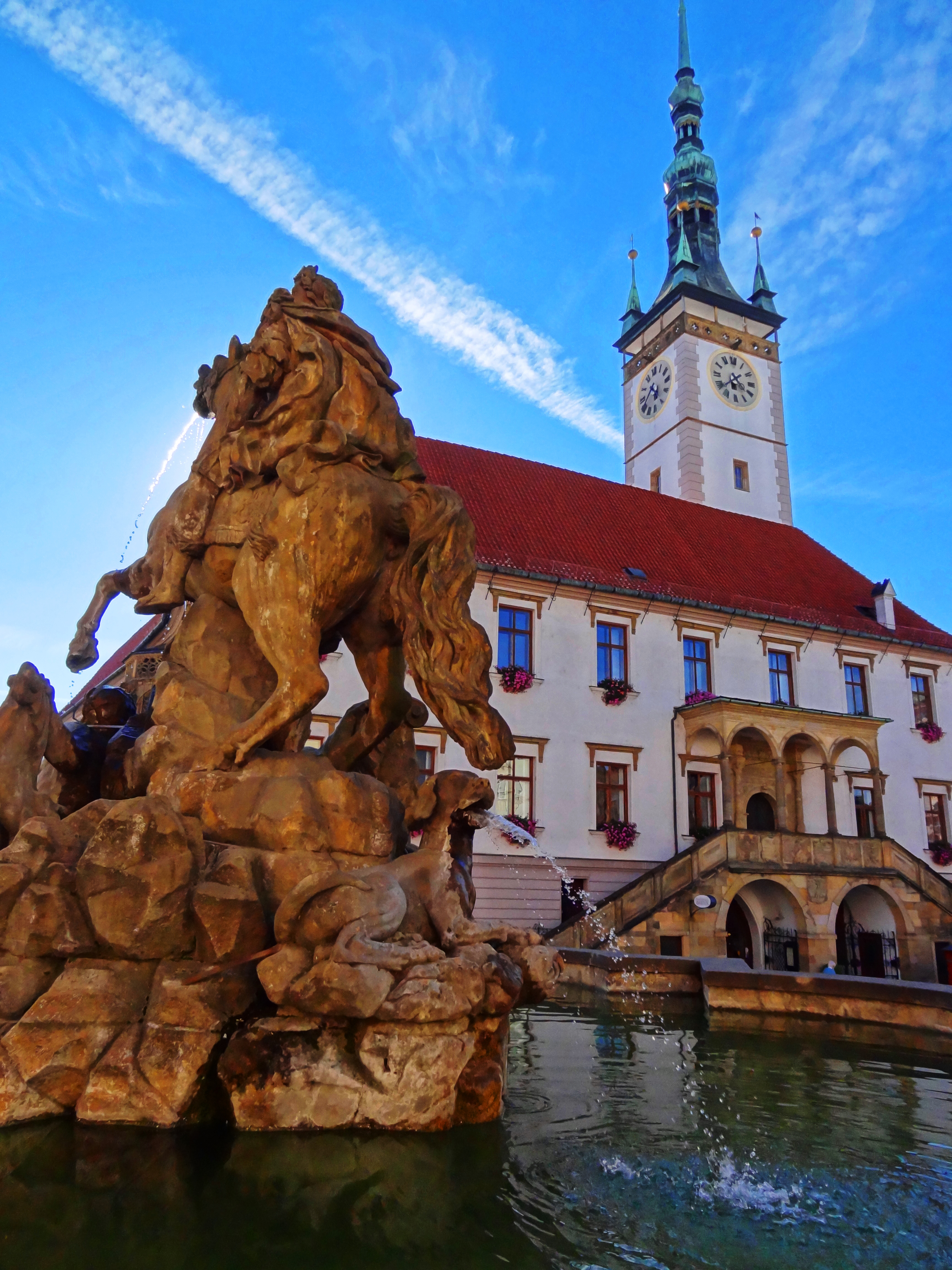
شهرداری
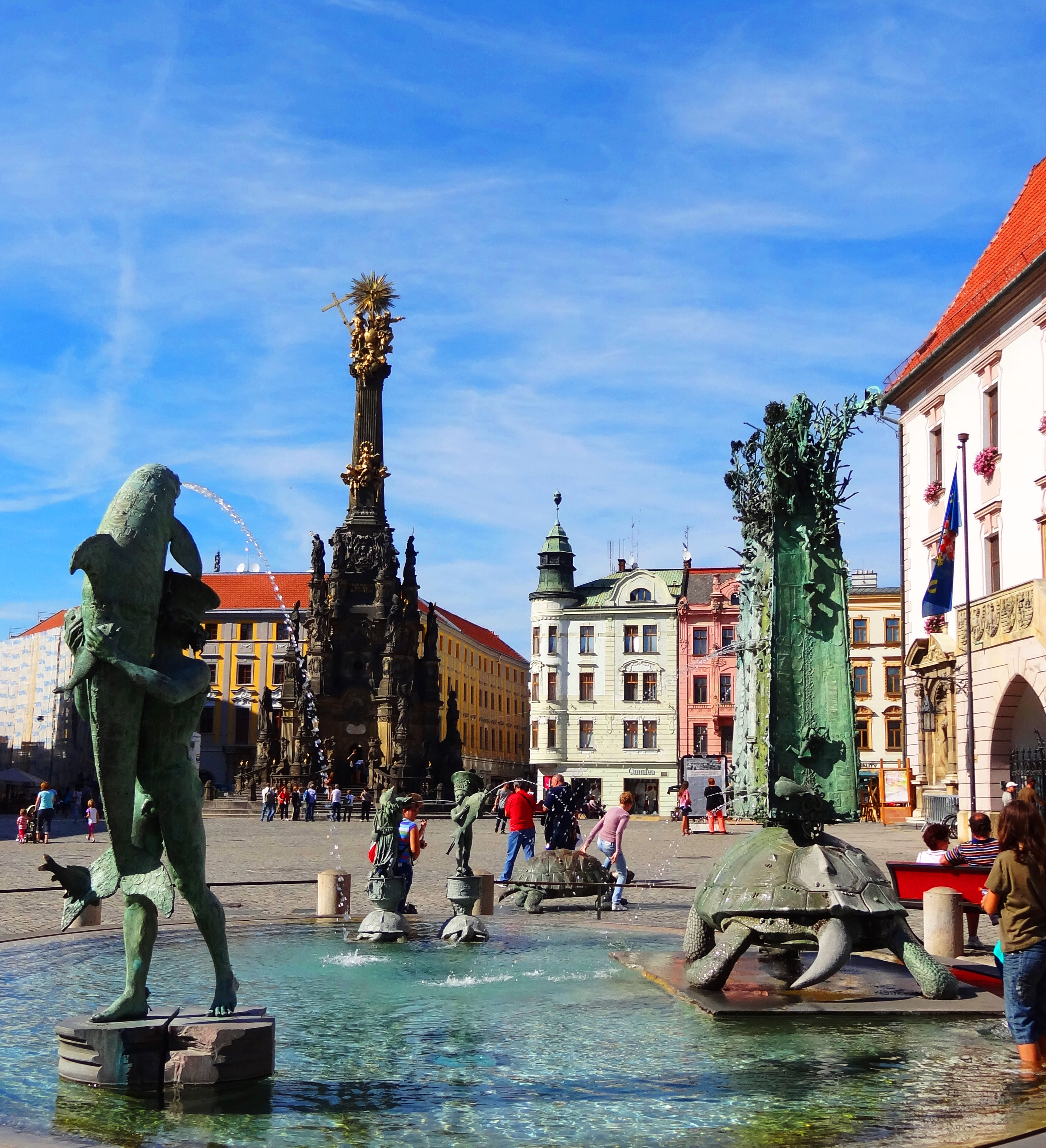
میدان مرکزی
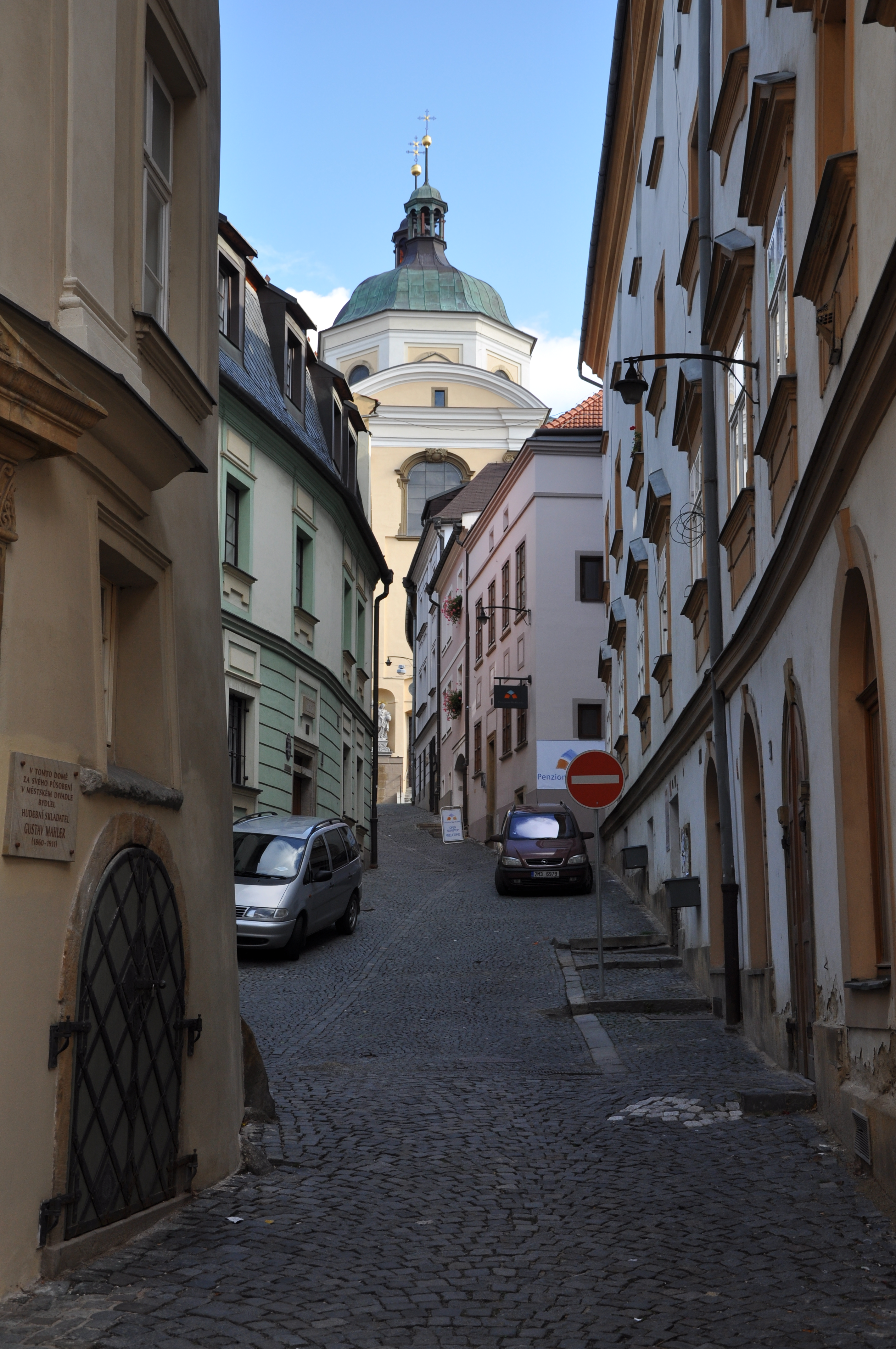
کلیسای سن میکل